# 岩手県道104号沖田渋民線

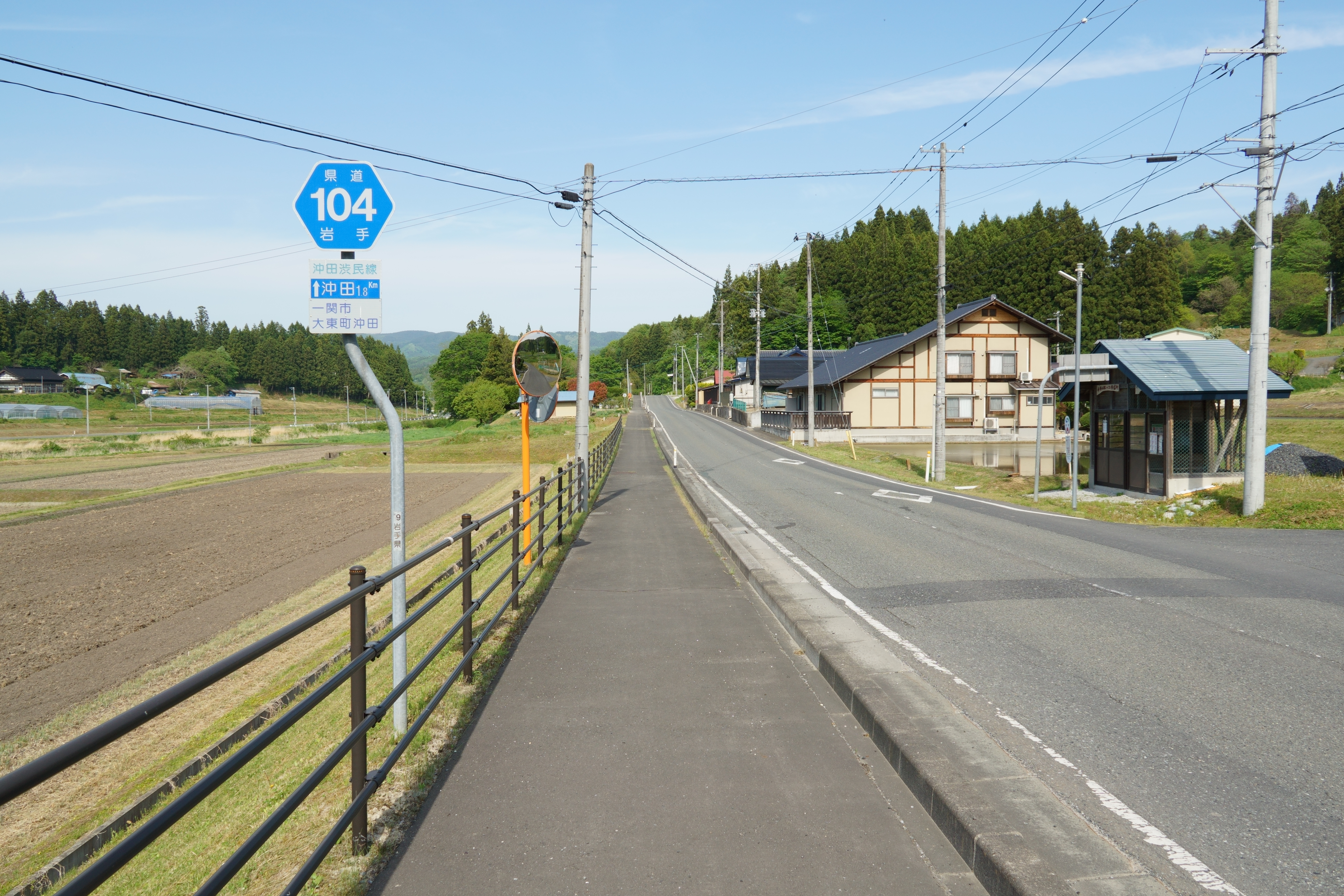
大東町沖田字小林（2024年5月）

岩手県道104号沖田渋民線（いわてけんどう104ごう おきたしぶたみせん）は、岩手県一関市大東町沖田から一関市大東町渋民に至る一般県道である。

## 概要
一関市大東町興田地区と渋民地区を短絡する道路である。

### 路線データ
- 実延長：5,262.6 m
- 起点：一関市大東町沖田字八日町（興田郵便局前・県道10号交点）
- 終点：一関市大東町渋民字平前（渋民橋北十字路・国道343号交点）

## 歴史
- 1976年（昭和51年）10月1日 - 県道に認定される。

## 地理

### 通過する自治体
- 一関市

### 交差する道路
- 岩手県道10号江刺室根線（一関市大東町沖田字八日町）
- 国道343号（一関市大東町渋民字平前）